# Бащенко Роза Дмитрівна
Роза Дмитрівна Ба́щенко (5 лютого 1929, Благовєщенськ — 11 листопада 2018, Сімферополь) — український мистецтвознавець, кандидат мистецтвознавства з 1982 року; член Спілки радянських художників України з 1963 року. Дружина художника Володимира Соколова.

## Біографія
Народилася 5 лютого 1929 року в місті Благовєщенську (тепер Амурська область, РФ). У 1952 році закінчила Сімферопольське художнє училище імені М. С. Самокиша, у 1958 році — Інститут живопису, скульптури та архітектури імені І. Ю. Рєпіна (викладачі Ганна Чубова, Олексій Савинов). Була членом КПРС.
У 1958—1959 роках працювала методистом з мистецтвознавства Сімферопольського обласного будинку народної творчості; у 1960—1984 роках — директором Сімферопольського художнього музею; у 1984—1985 роках — відповідальним секретарем Кримської організації Спілки художників України; у 1998—2002 роках — експертом-мистецтвознавцем Державної служби контролю за переміщенням культурних цінностей за кордон при Раді Міністрів АР Крим.
Жила в Сімферополі, в будинку на вулиці Дзержинського № 13/5, квартира № 18. Померла в Сімферополі 11 листопада 2018 року.

## Роботи
Працювала в галузі мистецтвознавства та художньої критики. Висвітлювала в пресі, на телебаченні події культурного життя Криму й України (творчі портрети, виставки, конференції). Серед робіт:
- монографія «Костянтин Федорович Богаєвський» (1963, Сімферополь);
- буклет «Искусство художников-передвижников» (1963, Сімферополь);
- статті про художників Криму (1959—1968);
- Константин Федорович Богаевский. Киммерия: Альбом (1972, Москва);
- Симферопольский художественный музей: Альбом (1978, Київ);
- К. Ф. Богаевский (1984, Москва);
- Крымский пейзаж: Альбом (1990, Київ);
- Бахчисарай в изобразительном искусстве: Альбом (2002, Сімферополь);
- Киммерийский пейзаж. Истоки и пророки: Альбом (2016, Київ; у співавторстві);
- Художники Крыма о Великой Отечественной войне: Музеи, Собрания, Коллекции: Альбом (2017, Сімферополь; у співавторстві).

Авторка 108 статей в Енциклопедії сучасної України.